# Sevil Yoʻldosheva
Sevil Yoʻldosheva (engl. Transkription Sevil Yuldasheva; * 9. Januar 2002) ist eine usbekische Tennisspielerin.

## Karriere
Yoʻldosheva begann im Alter von sechs Jahren mit dem Tennissport und spielt vor allem Turniere der ITF Women’s World Tennis Tour, wo sie bislang einen Titel im Doppel gewinnen konnte.
Im Jahr 2019 spielte Yoʻldosheva erstmals für die usbekische Fed-Cup-Mannschaft; ihre Billie-Jean-King-Cup-Bilanz weist bislang einen Sieg bei vier Niederlagen aus.

## Turniersiege

### Doppel
| Nr. | Datum            | Turnier             | Kategorie | Belag     | Partnerin       | Finalgegnerinnen                   | Ergebnis |
| --- | ---------------- | ------------------- | --------- | --------- | --------------- | ---------------------------------- | -------- |
| 1.  | 21. Oktober 2023 | Scharm asch-Schaich | ITF W15   | Hartplatz | Kamilla Bartone | Alissa Kjummel Jekaterina Makarowa | 6:2, 6:3 |